# I каденція Галицького сейму
1-ша каденція Галицького сейму тривала з 1861 до 1867 року, засідання відбувалися у Львові.
Частина послів взяли участь у січневому повстанні у 1863 у сусідній Російській Імперії і були арештовані, а їхні місця були надані іншим.

## Склад

### Вірилісти
- Францішек Вежхлейський — львівський римо-католицький архієпископ
- Григорій Яхимович — львівський греко-католицький архієпископ (помер у 1863)
- Ґжеґож Шимонович — львівський вірмено-католицький архієпископ
- Адам Ясинський — перемиський римо-католицький єпископ (брав участь тільки в І сесії, після його смерті місце було вільне)
- Тома Полянський — перемиський греко-католицький єпископ
- Юзеф Алойзій Пукальський — тарновський римо-католицький єпископ
- Спиридон Литвинович — титулярний єпископ

Ректори Львівського університету (займали місця, якщо в час їх річної каденції випадала сесія Сейму):
- Григорій Яхимович (1861)
- Фрідріх Рульф (1863)
- Яків Головацький (1864)
- Лукаш Солецький (1865)
- Євсевій Черкавський (1866)

Ректори Ягеллонського університету (займали місця, якщо в час їх річної каденції випадала сесія Сейму):
- Пйотр Бартиновський (1861)
- Ігнацій Рафал Червяковський (1863)
- Кароль Теліга (1864)
- Антоній Вахгольц (1865)
- Францішек Томаш Братанек (1866)

### Обирані посли

#### І курія
- 1. Краківська округа:
  - Леон Людвік Сапіга
  - Леонард Венжик
  - Атаназій Бенуа (в 1865 на його місце обраний Людвік Водзицький
  - Францішек Пашковський
  - Юзеф Дітль
  - Миколай Зиблікевич
- 2. Бережанська округа: Спочатку були обрані Леон Людвік Сапіга і Олександр Дунін-Борковський, однак Сапіга отримав мандат з І курії у Львові, а Дунін-Борковський — у ІІІ курії у Львові, тому були обрані:
  - Алойзій Бохенський
  - Ян Ярунтовський
  - Францішек Торосевич
- 3. Перемишльська округа:
  - Северин Смажевський
  - Маврицій Краінський
  - Адам Сапіга (зрікся мандату в 1863, замість нього обраний Зигмунт Козловський)
- 4. Золочівська округа:
  - Кароль Губицький
  - Казімеж Дідушицький (зрікся мандату в 1863, замість нього обраний 21 грудня 1865 Міхал Ґноїнський)
  - Казімеж Водзицький (замість нього обраний 21 грудня 1865 Володимир Дідушицький)
- 5. Чортківська округа:
  - Томаш Городиський
  - Леонціуш Вибрановський (замість нього обраний 21 грудня 1865 Юзеф Ґерінґер)
  - Влодзімеж Целецький (замість нього обраний 21 грудня 1865 Володимир Руссоцький)
- 6. Тарновська округа:
  - Віцентій Рогалінський (на його місце 14 червня 1866 обраний Леон Ґолашевський)
  - Юзеф Пясецький (склав мандат в 1863, незабаром помер, на його місце того ж року обраний Станіслав Міхал Старовєйський)
  - Владислав Санґушко
- 7. Тернопільська округа:
  - Казимир Грохольський
  - Казімєж Селіський
  - Володимир Баворовський (Леон Людвік Сапіга зрікся мандату)
- 8. Сяніцька округа:
  - о. Олександр Добрянський (помер у 1866, замість нього обраний Юзеф Маєр)
  - Феліцьян Лясковський
  - Людвік Скжинський
- 9. Самбірська округа:
  - Александер Фредро (зрікся мандату після І сесії, замість нього обраний Альфред Млоцький)
  - Людвік Долянський (зрікся мандату 11 січня 1866, замість нього обраний Ян Александер Фредро)
  - Генрик Янко (арештований за участь у січневому повстанні у Російській Імперії, замість нього обраний Едвард Ґнєвош)
- 10. Жовківська округа:
  - Ян Чайковський (Леон Людвік Сапіга не прийняв мандату, обраний замість нього)
  - Єжи Генрик Любомирський (Володимир Дідушицький не прийняв мандату, обраний замість нього)
  - Генрик Водзицький
- 11. Санчівська округа:
  - Марцелій Дрогойовський (не отримав мандату, на його місце обраний Францішек Тшетецький)
  - Фаустин Жук-Скаршевський
- 12. Ряшівська округа:
  - Ігнацій Скжинський
  - Ювеналь Бочковський
- 13. Стрийська округа:
  - Александр Станіслав Дідушицький (замість нього 21 грудня 1865 обраний Савчинський Сигізмунд Данилович)
  - Октав Петруський (обраний Францішек Смолька отримав мандат у Львові)
- 14. Станиславівська округа:
  - Владислав Дідушицький (замість нього в 1865 обраний Аполінарій Гоппен)
  - Евстахій Рильський (замість нього в 1865 обраний Маврици Кабат)
- 15. Коломийська округа:
  - Каєтан Аґопсович (замість нього в 1865 обраний Володимир Руссоцький)
  - Антоній Ґолеєвський (склав мандат 19 січня 1863, повторно обраний)
- 16. Львівська округа:
  - Корнель Кшечунович

#### ІІ курія
- Юзеф Браєр (Львівська палата, склав мандат, його місце зайняв Кароль Маєр)
- Вінцентій Кірхмаєр (Краківська палата, склав мандат після ІІ сесії, його місце зайняв 10 вересня 1869 Фердинанд Вайґе)
- Альфред Гауснер (Бродівська палата)

#### ІІІ курія
- 1. Округ Львів:
  - Марек Дубс
  - Францішек Смолька
  - Флоріян Земялковський (арештований за участь у січневому повстанні, замість нього обраний Аґенор Ґолуховський)
  - Александер Дунін-Борковський
- 2. Округ Краків:
  - Антоній Зигмунт Гельцель (склав мандат після І сесії, замість нього обраний Ігнацій Ліпчинський)
  - Леон Скорупка (замість нього обраний Міхал Корчинський)
  - Симеон Самельсон
- 3. Округ Перемишль:
  - Ґжеґож Зембицький
- 4. Округ Станиславів:
  - Якуб Кшиштофович (помер у 1866)
- 5. Округ Тернопіль:
  - Фелікс Райзнер (помер у 1865, обраний Зигмунт Родаковський)
- 6. Округ Броди:
  - Маєр Калер
- 7. Округ Ярослав:
  - Антоній Юськевич (помер у 1865, обраний Владислав Бадені)
- 8. Округ Дрогобич:
  - Якуб Закжевський
- 9. Округ Бяла:
  - Анджей Сайдлер-Віслянський
- 10. Округ Новий Санч:
  - Юліан Гутовський
- 11. Округ Тарнів:
  - Клеменс Рутовський
- 12. Округ Ряшів:
  - Віктор Збишевський
- 13. Округ Самбір:
  - Теодор Шемельовський
- 14. Округ Стрий:
  - Зигмунт Затварницький
- 15. Округ Коломия:
  - Лазар Дубс (помер у 1865, обраний Максиміліан Ландесбергер)

#### IV курія
1. Округ Львів-Винники-Щирець — о. Яків Шведицький (його сейм визнав, потому скасував, пізніше обраний повторно)
2. Округ Городок-Янів — о. Лев Трещаківський (його сейм визнав, у 1863 скасував, обраний повторно, сейм знову не визнав, 18 жовтня 1866 обраний Іван Ковалишин)
3. Округ Бережани-Перемишляни — о. Теофіл Павликів
4. Округ Бібрка-Ходорів — о. Іполіт Дзерович
5. Округ Рогатин-Бурштин — Василь Сеньків (помер у 1865, обраний Яків Кульчицький)
6. Округ Підгайці-Козова — о. Лев Полевий
7. Округ Заліщики-Товсте — Степан Дволінський
8. Округ Борщів-Мельниця — Теодор Андрійчук
9. Округ Чортків-Язловець-Буданів — Іван Карпинець
10. Округ Копичинці-Гусятин — Іван Борисикевич
11. Округ Коломия-Гвіздець-Печеніжин — Микола Ковбасюк
12. Округ Городенка-Обертин — Гриць Процак
13. Округ Косів-Кути — о. Софрон Витвицький (склав мандат після І сесії, замість нього обраний у 1863 Кость Лепкалюк)
14. Округ Снятин-Заболотів — о. Йосиф Левицький (його обрання визнане недійсним, у 1863 обраний Григорій Запаренюк)
15. Округ Перемишль-Нижанковичі — о. Григорій Гинилевич
16. Округ Ярослав-Синява-Радимно — о. Антін Добрянський
17. Округ Яворів-Краковець — о. Осип Лозинський (первісно обраний о. Григорій Гинилевич не прийняв мандату)
18. Округ Мостиська-Судова Вишня — Олекса Балабух (однак сейм не затвердив його повноважень і обраний Валентин Білевич)
19. Округ Самбір-Старе Місто-Стара Сіль — Юліан Лаврівський
20. Округ Турка-Бориня — Симон Тарчановський
21. Округ Дрогобич-Підбуж — Михайло Качковський
22. Округ Рудки-Комарно — Юліян Негребецький
23. Округ Лука-Меденичі — Йосиф Кравців
24. Округ Сянік-Риманів-Буківсько — Яцко Лапичак
25. Округ Лісько-Балигород-Літовищі — Михайло Старух
26. Округ Добромиль-Устрики-Бірча — Іван Русецький
27. Округ Дубецько-Березів — Антоній Блаз (його обрання було скасоване на сесії 1863, тоді обраний кс. Войцєх Стемпек, обрання не визнано, але на повторних виборах знову обраний кс. Войцєх Стемпек)
28. Округ Станиславів-Галич — Олекса Королюк
29. Округ Богородчани-Солотвино — о. Антін Могильницький
30. Округ Монастириська-Бучач — о. Михайло Малиновський
31. Округ Надвірна-Делятин — Микола Лавринович
32. Округ Тисмениця-Тлумач — Михайло Грицак
33. Округ Стрий-Сколе — о. Микола Устиянович
34. Округ Долина-Болехів-Рожнятів — о. Іван Гушалевич
35. Округ Калуш-Войнилів — о. Антоній Петрушевич
36. Округ Миколаїв-Журавно — о. Михайло Куземський (на його місце 10 листопада 1869 обраний о. Іван Наумович)
37. Округ Тернопіль-Ігровиця-Микулинці — Теодор Білоус
38. Округ Скалат-Гримайлів — Антоній Рогальський
39. Округ Збараж-Медин — о. Степан Качала
40. Округ Теребовля-Золотники — о. Михайло Курилович
41. Округ Золочів-Глиняни — о. Іван Наумович
42. Округ Лопатин-Броди-Радехів — Адам Стоцький
43. Округ Буськ-Кам'янка Струмилова-Олесько — Ілько Загоройко (3 січня 1863 арештований за кримінальним звинуваченням, звинувачення спростував і повернувся до виконання обов'язків посла)
44. Округ Заложці-Зборів — о. Василь Фортуна
45. Округ Жовква-Куликів-Мости Великі — о. Антін Юзичинський
46. Округ Белз-Угнів-Сокаль — Йоахим Хоминський (брав участь у сесії 1863, його звинувачено в антипольській діяльності, на його місце обраний Микола Демків)
47. Округ Любачів-Чесанів — Амвросій Яновський
48. Округ Рава-Немирів — Антоній Павенцький (обраний у цьому окрузі Амвросій Яновський не прийняв мандату)
49. Округ Краків-Могила-Лішки-Скавіна — Валерій Вельогловський (помер у 1865, натомість 20 листопада 1865 обраний Людвік Шуманьчовський)
50. Округ Хшанів-Явожно-Крешовиці — Адам Юзеф Потоцький
51. Округ Бохня-Неполомиці-Вишнич — Томаш Дрозд
52. Округ Бжеско-Радлув-Войнич — Пйотр Гебда
53. Округ Величка-Подґуже-Добчиці — Никодим Феліціян Правдич Бентковський (помер у 1865, натомість 20 листопада 1865 обраний Марцін Дзєвонський)
54. Округ Ясло-Бжостек-Фриштак — Міхал Жебрацький (його обрання визнане недійсним на сесії у 1863, натомість обраний Ян Кобак)
55. Округ Горлиці-Беч — Кароль Роґавський (склав мандат у 1865, натомість 30 листопада 1865 обраний Анджей Ридздзовський)
56. Округ Дукля-Коросно-Змигород — Мацей Пудло
57. Округ Ряшів-Глогув — Юзеф Ліщ
58. Округ Ланьцут-Переворськ — Вавжинєц Шпунар
59. Округ Лежайськ-Соколів-Улянів — Альфред Войцех Потоцький (помер 23 грудня 1862, натомість обраний Альфред Юзеф Потоцький)
60. Округ Розвадів-Тарнобжеґ-Нисько — Ян Кобиляж
61. Округ Тичин-Стрижів — кс. Леопольд Ольцинґер (помер у 1864, натомість обраний 15 вересня 1865 Станіслав Шурлей — обрання сеймом не визнане)
62. Округ Новий Санч-Грибів-Цінжковичі — Симон Трохановський (обрання піддане сумніву, але на сесії 1863 визнане)
63. Округ Старий Санч-Криниця — Міхал Кметович
64. Округ Новий Торг-Коростенко — Максиміліан Маршалкович (пішов у відставку, натомість 30 листопада 1865 обраний Юзеф Жабінський)
65. Округ Ліманова-Скшидліна — Войцех Зелек (помер у 1864, натомість обраний 15 вересня 1865 Міхал Ціхож — обрання сеймом не визнане, на повторних виборах обраний знову Міхал Ціхож)
66. Округ Тарнів-Тухів — Міхал Віталіс
67. Округ Домброва-Жабно — кс. Станіслав Морґенштерн
68. Округ Дембиця-Пільзно — Ян Пшибило (склав мандат після І сесії, замість нього обраний у 1863 Ян Козьол — обрання сеймом не визнане, на повторних виборах обраний знову)
69. Округ Ропчиці-Кольбушова — кс. Людвік Ручка
70. Округ Мелець-Зассув — Мацей Чехура
71. Округ Вадовиці-Кальварія-Андрихув — Юзеф Баум (на його місце 30 вересня 1869 вибраний Людвік Капішевський)
72. Округ Кенти-Бяла-Освенцім — Францішек Крачик
73. Округ Мислениці-Йорданув-Маків —  — Міхал Лесняк (обрання сеймом не визнане, на повторних виборах у 1863 обраний знову —  — обрання знову не визнане, натомість обраний Юзеф Здунь — обрання сеймом також не визнане, на повторних виборах знову обраний)
74. Округ Живець-Слемень-Мілювка — Ян Сівєц (обрання скасоване на сесії в 1863, натомість обраний кс. Антоній Анталькевич — обрання в 1866 не визнане, на повторних виборах обраний Юзеф Вольни)